# Lige ud ad luftvejen
|  | Denne artikel er oprettet af botten PalnaBot ud fra en ekstern database. Den kan derfor have sproglige fejl eller mangler. Denne skabelon kan fjernes efter kontrol af indholdet. |

Lige ud ad luftvejen er en propagandafilm fra 1958 instrueret af Henning Carlsen efter eget manuskript.

## Handling
En propagandafilm for indenrigsflyvninger i Danmark, overvejende optaget i rutemaskiner på vej til og fra Aalborg.